# Ognjen Mitrović
Ognjen Mitrović (in serbo Огњен Митровић?; Sremska Kamenica, 30 giugno 1999) è un calciatore serbo, difensore del Tekstilac Derventa.

## Carriera

### Club
Il 18 luglio 2018 viene acquistato a titolo definitivo dalla squadra serba del Proleter Novi Sad.

## Statistiche

### Presenze e reti nei club
Statistiche aggiornate al 15 luglio 2022.
| Stagione                 | Squadra                  | Campionato               | Campionato | Campionato | Coppe nazionali | Coppe nazionali | Coppe nazionali | Coppe continentali | Coppe continentali | Coppe continentali | Altre coppe | Altre coppe | Altre coppe | Totale | Totale |
| Stagione                 | Squadra                  | Comp                     | Pres       | Reti       | Comp            | Pres            | Reti            | Comp               | Pres               | Reti               | Comp        | Pres        | Reti        | Pres   | Reti   |
| ------------------------ | ------------------------ | ------------------------ | ---------- | ---------- | --------------- | --------------- | --------------- | ------------------ | ------------------ | ------------------ | ----------- | ----------- | ----------- | ------ | ------ |
| 2018-2019                | Proleter Novi Sad        | SL                       | 21         | 0          | CS              | 0               | 0               | -                  | -                  | -                  | -           | -           | -           | 21     | 0      |
| 2019-2020                | Proleter Novi Sad        | SL                       | 12         | 0          | CS              | 2               | 0               | -                  | -                  | -                  | -           | -           | -           | 14     | 0      |
| 2020-2021                | Proleter Novi Sad        | SL                       | 33         | 2          | CS              | 1               | 0               | -                  | -                  | -                  | -           | -           | -           | 34     | 2      |
| 2021-2022                | Proleter Novi Sad        | SL                       | 32         | 1          | CS              | 0               | 0               | -                  | -                  | -                  | -           | -           | -           | 32     | 1      |
| Totale Proleter Novi Sad | Totale Proleter Novi Sad | Totale Proleter Novi Sad | 98         | 3          |                 | 3               | 0               |                    | -                  | -                  |             | -           | -           | 101    | 3      |
| 2022-2023                | Spartak Subotica         | SL                       | 2          | 0          | CS              | 0               | 0               | -                  | -                  | -                  | -           | -           | -           | 2      | 0      |
| Totale carriera          | Totale carriera          | Totale carriera          | 100        | 3          |                 | 3               | 0               |                    | -                  | -                  |             | -           | -           | 103    | 3      |